# Nomisia transvaalica
Nomisia transvaalica är en spindelart som beskrevs av Raymond Comte de Dalmas 1921. Nomisia transvaalica ingår i släktet Nomisia och familjen plattbuksspindlar. Inga underarter finns listade i Catalogue of Life.